# Sermylassa
Sermylassa is een geslacht van kevers uit de familie bladkevers (Chrysomelidae).
De wetenschappelijke naam van het geslacht werd in 1912 gepubliceerd door Edmund Reitter.

## Soorten
- Sermylassa halensis (Linnaeus, 1767)
- Sermylassa halensis Linnaeus, 1767